# Longeville-lès-Saint-Avold
Longeville-lès-Saint-Avold – miejscowość i gmina we Francji, w regionie Grand Est, w departamencie Mozela.
Według danych na rok 1990 gminę zamieszkiwało 3 690 osób, a gęstość zaludnienia wynosiła 150 osób/km² (wśród 2335 gmin Lotaryngii Longeville-lès-Saint-Avold plasuje się na 120. miejscu pod względem liczby ludności, natomiast pod względem powierzchni na miejscu 104.).